# David Kuh
David Kuh (12. dubna 1819 Praha – 26. ledna 1879 Praha) byl pražský německý novinář a liberální politik německé národnosti a židovského původu. Vydával a redigoval deník Tagesbote aus Böhmen, v němž prosazoval zájmy českých Němců a podporoval prosincovou ústavu. Vystupoval proti pravosti Rukopisu královédvorského. Roku 1862 byl zvolen na Český zemský sněm, v letech 1872–73 zasedal i v Říšské radě. Byl zásadním protivníkem české politické reprezentace, velmi neoblíbeným mezi Čechy.

## Život
Narodil se 11. dubna 1819 v pražské židovské rodině. Absolvoval gymnázium v Praze, poté pobýval v Prešpurku a studoval medicíinu ve Vídni. Roku 1848 se stal novinářem v uherském německém listu. Za otištění básně, zaměřené proti banu Jelačićovi, byl téhož roku zatčen a jeden a půl roku vězněn – nejprve v Osijeku, poté v Terezíně.
Po propuštění se vrátil do Prahy, kde založil deník Tagesbote aus Böhmen. 25. výročí tohoto listu bylo roku 1877 široce oslavováno jeho příznivci. Byl členem řady německých sdružení.
V 60. letech 19. století se zapojil i do zemské politiky. V červnu 1862 byl v doplňovací volbě zvolen do Českého zemského sněmu v kurii venkovských obcí (volební obvod Most, Hora Svaté Kateřiny a Jirkov). Mandát zde obhájil v řádných zemských volbách v Čechách v lednu 1867, stejně jako i v krátce poté konaných zemských volbách v březnu 1867. Zvolen byl opětovně i v následujících zemských volbách roku 1870 a zemských volbách v roce 1872. Na mandát rezignoval roku 1873. Profiloval se jako obhájce ústavy, němectví a liberalismu (tzv. Ústavní strana).
Roku 1872 ho zemský sněm delegoval i do Říšské rady (celostátní zákonodárný sbor), kde reprezentoval kurii venkovských obcí v Čechách. Složil slib 7. května 1872. Uváděl se jako majitel tiskárny. Bytem Praha.
Zemřel náhle na mrtvici[nepřesný odkaz] 26. ledna 1879 ráno v redakci svého listu. Nekrolog v německém deníku Bohemia ho ocenil jako vynikajícího a nadšeného bojovníka za prosincovou ústavu. Zanechal po sobě vdovu, dva syny a pět dcer.

### Vztah k Čechům
V mládí měl Kuh romanticky přátelský názor na Čechy, které, podobně jako jeho současníci Alfred Meißner a Moritz Hartmann, pokládal za téměř zaniklý národ. Ve Vídni byl jedním z organizátorů slovanského bálu. Během revolučního roku 1848 se ale jednoznačně postavil na stranu Němců. Do roku 1858 vystupoval umírněně a ve svém listu publikoval např. Řezáčovu obranu českého školství nebo články F. L. Riegra a Jana Palackého.
Roku 1858 vyšla v Tagesbote série článků, v nichž anonymní pisatel zpochybňoval středověký původ Rukopisu královédvorského a vyslovil podezření, že padělatelem byl Václav Hanka. Článek vyvolal rozruch a vedl k Hankově žalobě na Kuha pro urážku na cti. Pražský zemský soud uznal Kuha 25. srpna 1859 vinným a odsoudil ho k dvouměsíčnímu vězení, ztrátě kauce a úhradě soudních nákladů; vrchní soud tento rozsudek 26. září 1859 potvrdil, nejvyšší soud ve Vídni ale nakonec žalobu zamítl a Kuha osvobodil.
Po sněmovních volbách r. 1862 se jasně postavil na stranu odpůrců českého národního programu. Byl proto mezi Čechy velmi neoblíbený a terčem různých vtipů. Nekrolog v Národních listech ale na druhou stranu uznal, že byl vždy zásadový a svůj boj vedl férově a otevřeně.